# Матч СРСР — США з легкої атлетики 1963
Матч СРСР — США з легкої атлетики 1963 був проведений 20-21 липня у Москві на Стадіоні імені Леніна.

## Результати

### Чоловіки
| Місце | Атлет               | Результат |
| ----- | ------------------- | --------- |
| 1     | Боб Гейс            | 10,2      |
| 2     | Едвін Озолін        | 10,4      |
| 3     | Джордж Гілберт      | 10,5      |
| 4     | Слава Прохоровський | 10,6      |

| Місце | Атлет        | Результат |
| ----- | ------------ | --------- |
| 1     | Генрі Карр   | 20,9      |
| 2     | Пол Дрейтон  | 21,3      |
| 3     | Едвін Озолін | 21,5      |
| 4     | Амін Туяков  | 21,7      |

| Місце | Атлет              | Результат |
| ----- | ------------------ | --------- |
| 1     | Уліс Вільямс       | 46,2      |
| 2     | Вадим Архипчук     | 46,3      |
| 3     | Лестер Мілберн     | 46,7      |
| 4     | Григорій Свербетов | 47,8      |

| Місце | Атлет           | Результат |
| ----- | --------------- | --------- |
| 1     | Джім Дюпрі      | 1.47,8    |
| 2     | Валерій Булишев | 1.48,0    |
| 3     | Мортон Грот     | 1.48,6    |
| 4     | Абрам Кривошеєв | 1.50,8    |

| Місце | Атлет           | Результат |
| ----- | --------------- | --------- |
| 1     | Дайрол Берлесон | 3.41,0    |
| 2     | Том О'Хара      | 3.41,3    |
| 3     | Василь Савинков | 3.44,8    |
| 4     | Іван Бєлицький  | 3.45,6    |

| Місце | Атлет         | Результат |
| ----- | ------------- | --------- |
| 1     | Юрій Тюрин    | 13.50,0   |
| 2     | Леонід Іванов | 13.50,4   |
| 3     | Джим Кіф      | 14.30,0   |
| 4     | Джефф Фішбек  | 14.51,4   |

| Місце | Атлет          | Результат |
| ----- | -------------- | --------- |
| 1     | Леонід Іванов  | 29.10,2   |
| 2     | Борис Єфімов   | 29.25,8   |
| 3     | Пітер Мак-Ардл | 29.45.0   |
| 4     | Бадді Еделен   | 30.04,0   |

| Місце | Атлет              | Результат |
| ----- | ------------------ | --------- |
| 1     | Анатолій Михайлов  | 13,8      |
| 2     | Блейн Ліндгрен     | 13,9      |
| 3     | Гейс Джонс         | 14,0      |
| 4     | Олександр Контарев | 14,3      |

| Місце | Атлет            | Результат |
| ----- | ---------------- | --------- |
| 1     | Віллі Аттерберрі | 50,4      |
| 2     | Рекс Коулі       | 50,9      |
| 3     | Василь Анисимов  | 51,3      |
| 4     | Імант Кукліч     | 52,6      |

| Місце | Атлет          | Результат |
| ----- | -------------- | --------- |
| 1     | Едуард Осипов  | 8.35,6    |
| 2     | Микола Соколов | 8.41,6    |
| 3     | Пет Трейнор    | 8.50,4    |
| 4     | Вік Зволак     | 9,19,6    |

| Місце | Команда                                                          | Результат |
| ----- | ---------------------------------------------------------------- | --------- |
| 1     | СРСР Слава Прохоровський Амін Туяков Гусман Косанов Едвін Озолін | 40,2      |
|       | США Джордж Гілберт Джон Мун Пол Дрейтон Боб Гейс                 | DQ        |

| Місце | Команда                                                                | Результат |
| ----- | ---------------------------------------------------------------------- | --------- |
| 1     | США Уліс Вільямс Рей Седдлер Лестер Мілберн Генрі Карр                 | 3.04,4    |
| 2     | СРСР Григорій Свербетов Василь Анисимов Валерій Булишев Вадим Архипчук | 3.08,6 NR |

| Місце | Атлет            | Результат |
| ----- | ---------------- | --------- |
| 1     | Геннадій Солодов | 1:33.45,0 |
| 2     | Володимир Зенін  | 1:35.06,0 |
| 3     | Рональд Зінн     | 1:41.34,0 |
| 4     | Рон Лейрд        | 1:42.24,0 |

| Місце | Атлет           | Результат |
| ----- | --------------- | --------- |
| 1     | Валерій Брумель | 2,28 WR   |
| 2     | Джін Джонсон    | 2,15      |
| 3     | Віктор Большов  | 2,10      |
| 4     | Пол Стьюбер     | 2,10      |

| Місце | Атлет              | Результат |
| ----- | ------------------ | --------- |
| 1     | Джон Юелсес        | 4,90      |
| 2     | Джон Пеннел        | 4,70      |
| 3     | Ігор Петренко      | 4,40      |
| 4     | Геннадій Блізнєцов | 4,40      |

| Місце | Атлет              | Результат |
| ----- | ------------------ | --------- |
| 1     | Ральф Бостон       | 8,19      |
| 2     | Ігор Тер-Ованесян  | 8,07      |
| 3     | Даррелл Горн       | 7,98      |
| 4     | Леонід Барковський | 7,90      |

| Місце | Атлет         | Результат |
| ----- | ------------- | --------- |
| 1     | Олег Федосеєв | 16,11     |
| 2     | Вітольд Креєр | 15,97     |
| 3     | Даррелл Горн  | 15,68     |
| 4     | Білл Шарп     | 15,59     |

| Місце | Атлет           | Результат |
| ----- | --------------- | --------- |
| 1     | Дейв Девіс      | 18,88     |
| 2     | Перрі О'Браєн   | 18,87     |
| 3     | Віктор Ліпсніс  | 18,22     |
| 4     | Микола Карасьов | 18,21     |

| Місце | Атлет                   | Результат |
| ----- | ----------------------- | --------- |
| 1     | Джей Сільвестер         | 61,44     |
| 2     | Рінк Бабка              | 56,39     |
| 3     | Альгімантас Балтушнікас | 54,42     |
| 4     | Володимир Трусеньов     | 53,95     |

| Місце | Атлет              | Результат |
| ----- | ------------------ | --------- |
| 1     | Гарольд Конноллі   | 66,75     |
| 2     | Геннадій Кондрашов | 65,73     |
| 3     | Юрій Бакаринов     | 65,32     |
| 4     | Альберт Голл       | 61,61     |

| Місце | Атлет            | Результат |
| ----- | ---------------- | --------- |
| 1     | Яніс Лусіс       | 83,09     |
| 2     | Франк Ковеллі    | 78,36     |
| 3     | Ларрі Стюарт     | 71,80     |
| 4     | Віктор Цибуленко | 71,49     |

| Місце | Атлет             | Результат |
| ----- | ----------------- | --------- |
| 1     | Василь Кузнецов   | 7666      |
| 2     | Анатолій Овсеєнко | 7631      |
| 3     | Стів Полі         | 7536      |
| 4     | Дік Ембергер      | 7113      |

### Жінки
| Місце | Атлетка       | Результат |
| ----- | ------------- | --------- |
| 1     | Галина Попова | 11,7      |
| 2     | Едіт Макгвайр | 11,8      |
| 3     | Марія Іткіна  | 11,8      |
| 4     | Вайомія Таєс  | 12,0      |

| Місце | Атлетка       | Результат |
| ----- | ------------- | --------- |
| 1     | Марія Іткіна  | 24,1      |
| 2     | Галина Попова | 24,2      |
| 3     | Вів'єн Браун  | 24,5      |
| 4     | Діана Вілсон  | 25,2      |

| Місце | Атлетка          | Результат |
| ----- | ---------------- | --------- |
| 1     | Тамара Дмитрієва | 2.07,8    |
| 2     | Віра Муханова    | 2.08,0    |
| 3     | Синтія Хегарті   | 2.18,0    |
|       | Сенді Нотт       | DQ        |

| Місце | Атлетка        | Результат |
| ----- | -------------- | --------- |
| 1     | Нілія Кулькова | 10,9      |
| 2     | Алла Чернишева | 11,0      |
|       | Джо Енн Террі  | DNF       |
|       | Роузі Бондс    | DQ        |

| Місце | Команда                                                            | Результат |
| ----- | ------------------------------------------------------------------ | --------- |
| 1     | СРСР Віра Крепкіна Валентина Масловська Марія Іткіна Галина Попова | 45,0      |
| 2     | США Віллі Вайт Вайомія Таєс Вів'єн Браун Едіт Макгвайр             | 45,2      |

| Місце | Атлетка            | Результат |
| ----- | ------------------ | --------- |
| 1     | Таїсія Ченчик      | 1,73      |
| 2     | Елеанор Монтгомері | 1,70      |
| 3     | Галина Костенко    | 1,65      |
| 4     | Пат Деніелс        | 1,60      |

| Місце | Атлетка          | Результат |
| ----- | ---------------- | --------- |
| 1     | Тетяна Щелканова | 6,35      |
| 2     | Тетяна Талишева  | 6,12      |
| 3     | Віллі Вайт       | 6,10      |
| 4     | Едіт Макгвайр    | 5,69      |

| Місце | Атлетка       | Результат |
| ----- | ------------- | --------- |
| 1     | Тамара Пресс  | 17,59     |
| 2     | Галина Зибіна | 16,29     |
| 3     | Шерон Шепард  | 14,22     |
| 4     | Синтія Вайт   | 13,99     |

| Місце | Атлетка         | Результат |
| ----- | --------------- | --------- |
| 1     | Тамара Пресс    | 55,61     |
| 2     | Альбіна Єлькіна | 51,97     |
| 3     | Шерон Шепард    | 45,02     |
| 4     | Синтія Вайт     | 42,24     |

| Місце | Атлетка            | Результат |
| ----- | ------------------ | --------- |
| 1     | Ельвіра Озоліна    | 54,41     |
| 2     | Алевтина Шаститько | 50,77     |
| 3     | Реней Бейр         | 48,90     |
| 4     | Френсіс Девенпорт  | 48,82     |

## Командний залік
|                 | СРСР | США |
| --------------- | ---- | --- |
| Чоловіки        | 114  | 119 |
| Жінки           | 75   | 28  |
| Загальний залік | 189  | 147 |

## Відео
- Розширений відеозвіт про матч (рос.)